# 詢價
詢價（英語：request for quotation，簡稱RfQ），是企业的一個流程，是企業或公共實體向供應商或潛在廠商提出計劃採購特定产品或服务，請對方報價。詢價單在本質上和招標有點類似。詢價用的文件稱為詢價單。
詢價單裡除了計劃採購的产品名稱外，一般還會包括其他的資訊。若是在招标時，會需要像是付款條件、产品規格、品質等級，契约期間等資訊。
詢價單的目的是希望得到正確的報價，因此詢價單會包括產品的規格，讓所有供應商知道產品的規格，依此規格進行報價。在邏輯上，規格越詳細，報價的結果越準確。詢價單有詳細資訊的另一個原因是可以成為對供應商有法律約束力的文件。
目前網際網路已經普及，因此許多政府機關會用政府設置或供應商設置的網站，在網站上列出詢價單、系統資訊需求書（RfI）及徵求提案說明書（RfP）。供應商不需要付費即可加入網站，可以選擇關注的項目，接收相關產品的詢價電子郵件。有些系統可以透過掃描的文件或是PDF檔上傳到伺服器，整個程序都可以在線上完成。有些系統因為法律或其他原因，回覆資料的方式需要用紙本、CD/DVD、闪存盘，用郵件的方式傳送。
供應商需在指定時間內回覆資料。客戶有可能會再和供應商討論（可能是澄清技術能力或是修改提案中的錯誤）。競標不代表投標過程的結束，有可能會進行多次的投標。
在詢價之後，專業採購團隊會比較各報價，設法取得最好的價格（可能是用協商的，或是用网上逆向拍賣）。目的是要確認產品或是服務的合理市場價格，為公司節省支出。
詢價程序最適合用在標準化產品，產品最好已相當的商品化，讓各供應商的報價可以互相比較。在實務上，許多公司的詢價單比較適合稱為招標要求單或系統資訊需求書。
詢價時允許讓不同的承辦商報價，最後選擇最適合的廠商交易。這也會讓競爭比較激烈，因為供應商應該也會知道有其他的供應商有可能會報價。